# Siphlonurus armatus
Siphlonurus armatus är en dagsländeart som beskrevs av Eaton 1870. Siphlonurus armatus ingår i släktet Siphlonurus, och familjen simdagsländor. Enligt den svenska rödlistan är arten nära hotad i Sverige. Arten förekommer i Götaland och Svealand. Artens livsmiljö är våtmarker, sjöar och vattendrag, skogslandskap, jordbrukslandskap.